# Bertelestraße 5 (Solln)

Villa Bertelestraße 5 in Solln

Die landhausartige Villa Bertelestraße 5 in München ist ein Bau im Heimatstil und steht im Süden des ehemaligen Dorfkerns von Solln. Das Baudenkmal ist aus einem Bauernhof hervorgegangen und wurde 1906 durch den Ulmer Architekten Karl Bauer in die heutige Form gebracht.

## Geschichte und Beschreibung
Beim Umbau von 1906 wurde die ehemalige Schuhmachersölde Beim Heissenschuster in eine langgestreckte Villa umgewandelt. Das Tor zeugt noch von der Remise des Wirtschaftsteils.
Die Südseite wird durch einen Quergiebel und den zweigeschossigen Standerker mit dem Hauseingang im Erdgeschoss betont. An der Südwestecke befindet sich als Hausfigur eine Skulptur des heiligen Florian. Der Bau wird an der West- und Ostseite durch große, bis zum Dachfirst reichende Dachgauben betont, durch die das an der Traufe als Walmdach beginnende Dach oben quasi zu einem Satteldach wird.